# Școala de Ofițeri de Cavalerie „Ferdinand I”
La 20 octombrie 1907 era așezată piatra de temelie pentru clădirea care, din anul 1910, va găzdui Școala de Ofițeri de Cavalerie de la Târgoviște, în prezența a două figuri emblematice ale istoriei României: moștenitorul tronului, principele Ferdinand, viitorul rege Ferdinand I Întregitorul (1914-1927) și ministrul de Război, generalul Alexandru Averescu (1859-1938), erou al Primului Război Mondial, mareșal al României (din anul 1930), președinte al Consiliului de Miniștri.
Școala de Ofițeri de Cavalerie a fost inaugurată ceremonial abia în 1919 în prezența regelui Ferdinand I și este una dintre instituțiile reprezentative ale învățământului militar românesc, care a funcționat la Târgoviște între 1910 și 1948. Aici s-a format o parte din elita cadrelor militare ale țării, precum: generalul Radu Korne (comandant militar foarte apreciat care și-a condus trupele în timpul celui de al Doilea Război Mondial până în Caucaz și în Stepa Calmucă), generalul Marin Manafu (cel care în timpul bătăliei de la Odessa a atins primul cu unitatea sa, Brigada 1 Cavalerie, litoralul Mării Negre), viitorul mareșal Ion Antonescu și mulți alții. Tot Ion Antonescu a fost cel care a condus această unitate în perioada neutralității României din timpul Primului Război Mondial. 
Pe frontispiciul clădirii a fost inscripționată deviza acestei școli: „Ofițerul de cavalerie trebuie să fie călăreț și cavaler”, deviză care este vizibilă până în prezent. 
După 1948 spațiul fostei Școli de Cavalerie va rămâne legat de activitatea militară, servind drept cazarmă mai multor unități militare. Destinul avea să îi rezerve un rol esențial în timpul evenimentelor din decembrie 1989, care au dus la sfârșitul regimului totalitar din România, aici fiind arestat, judecat, condamnat și executat liderul de stat comunist, Nicolae Ceaușescu și soția sa, Elena Ceaușescu.
Pavilionul central al școlii este considerat monument istoric clasa B (cod LMI DB-II-m-B-17307) și se prezintă ca o clădire monumentală, cu săli înalte și spațioase. Fosta Școală de Cavalerie de la Târgoviște a fost cuprinsă într-un amplu proiect de restaurare, prin care s-a urmărit să îi păstreze unicitatea și semnificația istorică. Începând cu luna mai a anului 2025, clădirea de patrimoniu este repusă în circuitul cultural și turistic al județului Dâmbovița și al țării. Aici pot fi găzduite evenimente culturale naționale și internaționale, dar și cafenele artistice și literare.